# Liga Nacional de Hockey Hielo Femenina 2020-21
La Liga Nacional de Hockey Hielo Femenina 2020-21 fue la 13.ª edición de la liga española de hockey sobre hielo, máxima categoría a nivel nacional en categoría femenina.

## Equipos
| Equipo                        | Localidad     | Estadio                           | Capacidad |
| ----------------------------- | ------------- | --------------------------------- | --------- |
| Club Gel Puigcerdà            | Puigcerdá     | Club Poliesportiu Puigcerdà       | 1450      |
| SAD Majadahonda               | Majadahonda   | Pista de hielo La Nevera          | 250       |
| Club Hockey Hielo Txuri Urdin | San Sebastián | Palacio del Hielo Txuri Urdin     | 800       |
| Club Hielo Jaca               | Jaca          | Pabellón de Hielo de Jaca         | 2000      |
| Granada Grizzlies             | Granada       |                                   |           |
| Kosner Club Hielo Huarte      | Huarte        | Palacio de Hielo Huarte           |           |
| Milenio Club Patín            | Logroño       | Centro Deportivo Municipal Lobete | 624       |
| Quimeras Valdemoro            | Valdemoro     |                                   |           |

## Clasificación
| | Equipo                   | PJ | PG | PGP | PP | PPP | Puntos | GF | GC | PIM |
| --- | ------------------------ | -- | -- | --- | -- | --- | ------ | -- | -- | --- |
| 1 | SAD Majadahonda          | 9  | 9  | 0   | 0  | 0   | 27     | 56 | 6  | 68  |
| 2 | CG Puigcerda             | 8  | 7  | 0   | 1  | 0   | 21     | 51 | 12 | 50  |
| 3 | CHH Txuri Urdin          | 9  | 6  | 0   | 3  | 0   | 18     | 43 | 17 | 80  |
| 4 | Quimeras Valdemoro       | 9  | 4  | 1   | 4  | 0   | 14     | 42 | 26 | 64  |
| 5 | Milenio Panthers         | 11 | 2  | 1   | 7  | 1   | 9      | 38 | 58 | 110 |
| 6 | Kosner Club Hielo Huarte | 9  | 3  | 0   | 6  | 0   | 9      | 23 | 52 | 88  |
| 7 | CH Jaca                  | 7  | 0  | 0   | 6  | 1   | 1      | 6  | 42 | 44  |
| 8 | Granada Grizzlies        | 4  | 0  | 0   | 4  | 0   | 0      | 4  | 50 | 32  |
| Fuente: Federación Española de Deportes de Hielo: Clasificación de la Liga Iberdrola de Hockey Hielo; actualización automática |                          |    |    |     |    |     |        |    |    |     |

- Datos: Q99540117